# Konversionshysterie
Der Begriff Konversionshysterie bezeichnet in der klassischen Psychoanalyse eine ätiologische Klasse von Hysterien, bei denen eine psychische Abwehrreaktion vorliegt, die zur Bildung somatischer Symptome führen. Er geht auf die Annahmen von Sigmund Freud zurück, der diese Klasse in seinen Beiträgen zu den „Studien über Hysterie“ von 1895 unmittelbar vor der Entwicklung des Konzepts der Verdrängung aufstellte und später als Konzept der psychischen Konversion beibehielt. Der Begriff wird heute noch verwendet. Das Konzept ist allerdings umstritten, allein schon deswegen, weil bekannt ist, dass fast alle psychischen Erkrankungen auch somatische Symptome produzieren können.
Nach Freud eine eigenständige Form der Hysterie, bei der ein einer Repräsentanz im Zuge der psychischen Abwehr entrissener Affekt auf somatische Empfindungen umgelenkt wird (konvertiert). Als Metapher diente Freud der elektrische Kurzschluss. Normalerweise separate zerebrale Verarbeitungszentren würden einen "kurzen" Kontakt bekommen, worauf eine nervöse Funktion gestört würde.
Vergleiche auch:
- Hypnoidhysterie
- Retentionshysterie
- Abwehrhysterie